# Чяпкяляй
Чяпкяляй (лит. Čepkeliai) — заповедник (строгий природный резерват) на юге Литвы, в Варенском районе Алитусского уезда. Расположен на границе с Белоруссией, на территории Дзукийского национального парка, в четырёх километрах к юго-востоку от деревни Марцинконис. Включает в себя территорию одноимённого болота, с 20 августа 1993 года является водно-болотным угодьем международного значения, охраняемым Рамсарской конвенцией, также входит в сеть природоохранных зон Натура 2000.
Границы заповедника и рамсарского угодья совпадают, их площадь составляет немногим более 112 км². На этой территории болота Чяпкяляй (58,58 км²) и Пасталике (9,66 км²) формируют крупнейший водно-болотный массив страны, принадлежащий бассейну Немана. Большей частью его составляют верховые болота, окружённые лесистыми континентальными дюнами, низинными болотами, песчаной равниной и долиной реки Котра (сама река и территория на её левом, белорусском, берегу также являются рамсарским угодьем; в 2010 году для этих двух территорий был введён статус трансграничного угодья).
Из включённых в Красную книгу Литвы таксонов на территории заповедной зоны отмечено 55 видов растений, 10 видов мхов и грибов, а также 94 вида животных. 65 видов из встречающихся здесь содержатся в Директиве по местообитаниям, составленной в 1992 году и регулирующей охрану видов на европейском уровне.
Число посетителей заповедника составляет от 2 до 3 тысяч человек в год. По территории им разрешается перемещаться только вдоль специально проложенных маршрутов. Свободный доступ на территорию получают научные исследователи, а также, на 10 дней в период сбора клюквы, местные жители.